# Michael Ball (Fußballspieler)
Michael John Ball (* 2. Oktober 1979 in Liverpool) ist ein ehemaliger englischer Fußballspieler. 

## Spielerkarriere
Ball begann seine professionelle Karriere in Everton, wo er mit 17 Jahren 1997 zum ersten Mal auflief. 2001 machte er sein einziges Spiel für die englische Fußballnationalmannschaft. 2001 wechselte Ball für 6,5 Millionen Pfund zu den Glasgow Rangers. Im Dezember 2001 erlitt er einen Kreuzbandriss und fiel 18 Monate aus. In der Saison 2004/05 gewann er mit den Rangers die Scottish Premier League und den Scottish League Cup. 
Am Ende der Saison wurde er an die PSV Eindhoven verkauft. Er stand dort bis Januar 2007 unter Vertrag, kam während dieser Zeit jedoch nur unregelmäßig zum Einsatz. Anschließend kehrte Ball nach Großbritannien zurück und unterschrieb einen Vertrag bei Manchester City, der bis zum Ende der Saison 2008/09 lief. In der Saison 2006/07 machte Ball negative Schlagzeilen, als er am vorletzten Spieltag im Derby gegen Manchester United dem am Boden liegenden Cristiano Ronaldo absichtlich in den Bauch trat. Daraufhin wurde er vom englischen Fußballverband für drei Spiele gesperrt. Ball entschuldigte sich später für den Vorfall.
Nach längerer Zeit ohne Profivertrag unterschrieb Michael Ball am 8. August 2011 einen Einjahresvertrag bei Leicester City. Nachdem er am 23. Januar 2012 über Twitter homophobe Aussagen veröffentlicht hatte, wurde Ball am folgenden Tag von seinem Verein fristlos gekündigt.